# Мачешу де Сус (Долж)
Мачешу де Сус (рум. Măceşu de Sus) насеље је и општина у Румунији у жупанији Долж. Oпштина се налази на надморској висини од 56 m.

## Становништво
Према подацима из 2002. године у насељу је живело 1699 становника.

### Попис2002.
| Расподела становништва по националности 2002.‍ | Расподела становништва по националности 2002.‍ | Расподела становништва по националности 2002.‍ | Расподела становништва по националности 2002.‍ | Расподела становништва по националности 2002.‍ |
| --------------------------------------------- | --------------------------------------------- | --------------------------------------------- | --------------------------------------------- | --------------------------------------------- |
|                                               |                                               |                                               |                                               |                                               |
| Румуни                                        | Румуни                                        |                                               | 1.630                                         | 95,9%                                         |
| Роми                                          | Роми                                          |                                               | 58                                            | 3,4%                                          |
| неизјашњени                                   | неизјашњени                                   |                                               | 11                                            | 0,6%                                          |